# IEM Major: Rio 2022
Das IEM Major: Rio 2022 war das 18. Major-Turnier in der E-Sport-Disziplin Counter-Strike: Global Offensive. Das Turnier wurde vom 31. Oktober bis zum 13. November 2022 in Rio de Janeiro ausgetragen. Die finale Champions-Stage fand in der Jeunesse Arena statt. Mit Rio de Janeiro kam das Major zum ersten Mal nach Südamerika. Bereits 2020 war das Turnier als ESL One Rio 2020 geplant, musste damals aber aufgrund der COVID-19-Pandemie abgesagt werden. Das Preisgeld des Turniers betrug 1,25 Millionen US-Dollar. Es war damit nach dem PGL Major: Stockholm 2021 das Major mit dem zweithöchsten Preisgeld der Geschichte. FaZe Clan ging als Titelverteidiger in das Turnier, verabschiedete sich aber ohne ein Spiel zu gewinnen auf dem geteilten 15. Platz aus dem Major. Es ist die schlechteste Platzierung, die ein amtierender Titelverteidiger jemals erreicht hat.

## Qualifikation
Die Qualifikation diente der Auswahl der 24 teilnahmeberechtigten Teams. Es wurden jeweils Qualifikationsplätze in den Kategorien Legends, Challengers und Contenders vergeben. Teams der Kategorie Legends waren direkt für die Legends-Stage qualifiziert, während die Teams der Kategorien Challengers und Contenders in der Challengers Stage antreten mussten. Die Qualifikation lief über RMR-Turniere (Regional Major Ranking), sodass jeweils nur Teams derselben Region die Startplätze untereinander ausspielten. Wie beim letzten Major handelte es sich um eine zweistufige Qualifikation, wobei die zweite Runde zwecks besserer Vermarktung unter dem Namen Road to Rio stattfand. Bereits im August startete die offene Qualifikationsrunde, in der die Teams für die eigentlichen RMR-Turniere ausgespielt wurden. Die offene Qualifikation war unterteilt in mehrere unabhängige Turniere in sieben separaten Regionen: Europa, Mittlerer Osten, Zentralasien, Asien (ohne Zentralasien), Pazifik, sowie Nord- und Südamerika. Sie wurde im K.-o.-System ausgetragen, d. h. unterlegene Mannschaften schieden aus dem Turnier aus. Falls in der Region eine weitere offene Qualifikation stattfand, konnten vorherig ausgeschiedene Teams jedoch wieder mitmachen.

### Road to Rio
Die Road to Rio basierte auf dem Schweizer System, wobei sich die besten Teams für das Major qualifizierten. Das Turnier wurde aufgeteilt auf die drei Regionen Europa (Europa und GUS), Amerika (Nord- und Südamerika) und Asien (Asien und Pazifik), wobei die Region Europa zwei statt nur einem Turnier umfasste, um der großen Anzahl Teams gerecht zu werden. Da das Asien-Turnier nur vier Teams umfasste, wurde es im Doppel-K.-o.-System ausgetragen. Die Road to Rio fand vom 4. bis 9. Oktober 2022 statt.
An der Road to Rio nahmen insgesamt 52 Teams teil, die sich auf die vier Turniere aufteilten. Die besten 16 Teams des Antwerpen-Majors waren automatisch für diese Runde als gesetzte Teams qualifiziert, sofern der Großteil des Teams noch unter Vertrag stand. Da der dänische Viertelfinalist des letzten Majors Copenhagen Flames sein Team aufgelöst hat, verfiel das Startrecht. Um den freigewordenen Platz wurde in der ersten Runde der Europa-Qualifikation gespielt. Auch alle anderen Teilnehmer wurden durch die vorangehende offene Qualifikationsrunde ermittelt.

#### Teilnehmer
Die Teilnehmer teilten sich wie folgt auf die RMR-Turniere auf:
| RMR Europa #1 - gesetzt: - FaZe Clan - Team Spirit - Ninjas in Pyjamas - G2 Esports - Cloud 9 - Bad News Eagles - ungesetzt (alle Europa-Qual.): - forZe - Sprout - Eternal Fire - fnatic - Astralis - Aurora - 1WIN - ECSTATIC - GamerLegion - B8 | RMR Europa #2 - gesetzt: - Natus Vincere - ENCE - Heroic - Team Vitality - BIG - Outsiders R - ungesetzt (alle Europa-Qual.): - mousesports - OG - HEET - Falcons - K23 - FANTASY - SAW - Monte - Sangal - Benched Heroes (zg.) Info - nachgerückt & ungesetzt: - Illuminar (7. der Europa-Qual. Q4) | RMR Amerika - gesetzt: - FURIA Esports - Imperial Esports - Team Liquid - ungesetzt (Südamerika-Qual.): - 00NATION - 9z Team - MIBR - paiN - O PLANO - ARCTIC - Isurus - ungesetzt (Nordamerika-Qual.): - CompLexity - Nouns - Evil Geniuses - ATK - TeamOne - Infinity | RMR Asien - ungesetzt: - JiJieHao International (Mittlerer Osten-Qual.) - Rare Atom (Zentralasien-Qual.) - Grayhound (Pazifik-Qual.) - IHC Esports (Asien-Qual.) |

#### Ergebnisse
| RMR Europa #1     |
| ----------------- |
| FaZe Clan         |
| Ninjas in Pyjamas |
| Sprout            |
| Team Spirit       |
| Cloud 9           |
| Bad News Eagles   |
| GamerLegion       |
| fnatic            |
| B8                |
| forZe             |
| 1WIN              |
| G2 Esports        |
| Eternal Fire      |
| Astralis          |
| ECSTATIC          |
| Aurora            |

| RMR Europa #2 |
| ------------- |
| Natus Vincere |
| ENCE          |
| Heroic        |
| OG            |
| Team Vitality |
| BIG           |
| mousesports   |
| Outsiders R   |
| Falcons       |
| Sangal        |
| K23           |
| Illuminar     |
| HEET          |
| Monte         |
| FANTASY       |
| SAW           |

| RMR Amerika      |
| ---------------- |
| Team Liquid      |
| Evil Geniuses    |
| 9z Team          |
| FURIA Esports    |
| 00NATION         |
| Imperial Esports |
| CompLexity       |
| paiN             |
| Nouns            |
| Isurus           |
| ATK              |
| TeamOne          |
| O PLANO          |
| MIBR             |
| ARCTIC           |
| Infinity         |

| RMR Asien              |
| ---------------------- |
| IHC Esports            |
| Grayhound              |
| JiJieHao International |
| Rare Atom              |

Die hinterlegte Farbe in der Tabelle gibt die Qualifikationsstufe des jeweiligen Teams an:
| Legende | Challenger | Contender | nicht qualifiziert |
| ------- | ---------- | --------- | ------------------ |

Die Verteilung der für das Turnier teilnahmeberechtigten Teams in den Kategorien Legends und Challengers richtete sich nach den Ergebnissen der einzelnen Regionen auf dem letzten stattgefundenen Major in Antwerpen. Für die Contenders-Teams wurde eine Verteilung der Startplätze auf die Regionen festgelegt.
Es ergab sich folgende Verteilung der Qualifikationsplätze auf die Regionen:
- Europa #1: 4 Legends-Teams, 2 Challengers-Teams, 2 Contenders-Teams
- Europa #2: 3 Legends-Teams, 4 Challengers-Teams, 1 Contenders-Team
- Amerika: 1 Legends-Team, 2 Challengers-Teams, 3 Contenders-Teams
- Asien: 2 Contenders-Teams

## Modus
Das Turnier ist in drei Abschnitte gegliedert: Die ersten beiden Abschnitte Challenger-Stage und Legends-Stage werden im Schweizer System ausgetragen. An ihnen nehmen jeweils 16 Teams teil. Die genauen Begegnungen werden anhand der Buchholz-Koeffizienten der jeweiligen Teams bestimmt. Drei Siege berechtigen zum Einzug in die nächste Runde, nach drei Niederlagen scheidet ein Team aus. Um die Dauer dieser Abschnitte nicht unnötig zu erhöhen, werden nur Entscheidungsspiele im Best-of-3 ausgetragen, d. h. nur die Spiele, in denen über Weiterkommen oder Ausscheiden entschieden wird. Alle anderen Spiele sind Best-of-1. Die finale Champions Stage wird im K.-o.-System ausgespielt. In diesem Turnierabschnitt werden alle Spiele im Best-of-3 ausgetragen.

### Veto-System und Maps
Durch ein Veto-System haben Teams die Möglichkeit, die zu spielenden Maps bedingt zu bestimmen. Im Best-of-1 bannen die Teams abwechselnd Maps, bis nur noch eine übrig bleibt.
Im Best-of-3 bannen beide Teams jeweils eine Map und wählen danach jeweils eine Map, die auf jeden Fall gespielt wird. Das jeweils andere Team bekommt die Seitenwahl auf dieser Map zugeteilt. Danach bannen beide Teams jeweils wieder eine Map, sodass nur noch eine Entscheidungskarte übrigbleibt.
Gespielt wird ausschließlich auf den Maps der Active Duty-Gruppe (dt. aktiver Dienst). Diese umfasst folgende sieben Maps: Dust II, Mirage, Inferno, Overpass, Vertigo, Nuke, Ancient.

## Lineups der Teams
| Legend-Teams                        | Legend-Teams                   | Legend-Teams                 | Legend-Teams                 |
| ENCE                                | FaZe Clan                      | Heroic                       | Natus Vincere                |
| ----------------------------------- | ------------------------------ | ---------------------------- | ---------------------------- |
| Pavle „Maden“ Bošković              | Finn „karrigan“ Andersen       | Rasmus „sjuush“ Beck         | Oleksandr „s1mple“ Kostyljew |
| Paweł „dycha“ Dycha                 | Russel „Twistzz“ Van Dulken    | Martin „stavn“ Lund          | Victor „sdy“ Orudzhev        |
| Alvaro „SunPayus“ Garcia            | Robin „ropz“ Kool              | Rene „TeSeS“ Madsen          | Denis „electronic“ Scharipow |
| Marco „Snappi“ Pfeiffer             | Håvard „rain“ Nygaard          | Casper „cadiaN“ Møller       | Ilja „Perfecto“ Saluzki      |
| Valdemar „valde“ Vangså             | Helvijs „broky“ Saukants       | Jakob „Jabbi“ Nygaard        | Walerij „b1t“ Wachowskyj     |
| Ninjas in Pyjamas                   | Sprout                         | Team Spirit                  | Team Liquid                  |
| Ludvig „Brollan“ Brolin             | Ismail „refrezh“ Ali           | Robert „Patsi“ Issjanow      | Nicholas „nitr0“ Cannella    |
| Patrick „es3tag“ Hansen             | Fritz „slaxz-“ Dietrich        | Pawel „s1ren“ Ogloblin       | Mareks „YEKINDAR“ Gaļinskis  |
| Hampus „hampus“ Poser               | Rasmus „Zyphon“ Nordfoss       | Ihor „w0nderful“ Schdanow    | Jonathan „EliGE“ Jablonowski |
| Fredrik „REZ“ Sterner               | Victor „Staehr“ Staehr         | Leonid „chopper“ Wischnjakow | Keith „NAF“ Markovic         |
| Aleksi „Aleksib“ Virolainen         | Laurențiu „lauNX“ Țârlea       | Boris „magixx“ Worobjew      | Joshua „oSee“ Ohm            |
| Challenger-Teams                    |                                |                              |                              |
| 9z Team                             | Bad News Eagles                | BIG                          | Cloud 9                      |
| Franco „dgt“ Garcia                 | Dionis „sinnopsyy“ Budeci      | Tizian „tiziaN“ Feldbusch    | Wladislaw „nafany“ Gorschkow |
| Maximiliano „max“ Gonzalez          | Rigon „rigoN“ Gashi            | Nils „k1to“ Gruhne           | Timofei „interz“ Jakuschin   |
| Nicolás „buda“ Kramer               | Flatron „juanflatroo“ Halimi   | Karim „Krimbo“ Moussa        | Abay „HObbitt“ Khasenov      |
| Lucas „nqz“ Soares                  | Genc „gxx“ Kolgeci             | Florian „syrsoN“ Rische      | Sergei „Ax1Le“ Rychtorow     |
| David „dav1d“ Tapia Maldonado       | Sener „SENER1“ Mahmuti         | Johannes „tabseN“ Wodarz     | Dmitri „sh1ro“ Sokolow       |
| Evil Geniuses                       | OG                             | MOUZ                         | Team Vitality                |
| Vincent „Brehze“ Cayonte            | Abdulchalik „degster“ Gassanow | Dorian „xertionic“ Berman    | Lotan „Spinx“ Giladi         |
| Zwetelin „CeRq“ Dimitrow            | Nemanja „nexa“ Isaković        | David „frozen“ Čerňanský     | Mathieu „ZywOo“ Herbaut      |
| Sanschar „nealaNN“ Ischakow         | Maciej „F1KU“ Miklas           | Jon „JDC“ de Castro          | Dan „apEX“ Madesclaire       |
| Jadan „HexT“ Postma                 | Shahar „flameZ“ Shushan        | Chris „dexter“ Nong          | Peter „dupreeh“ Rasmussen    |
| Timothy „autimatic“ Ta              | Adam „neofrag“ Zouhar          | Ádám „torzsi“ Torzsás        | Emil „Magisk“ Reif           |
| Contender-Teams                     |                                |                              |                              |
| 00 Nation                           | Fnatic                         | FURIA Esports                | Grayhound Gaming             |
| Marcelo „coldzera“ David            | Dion „FashR“ Derksen           | André „drop“ Abreu           | Alistair „aliStair“ Johnston |
| Epitacio „TACO“ Pessoa              | Freddy „KRiMZ“ Johansson       | Kaike „kscerato“ Cerato      | Declan „Vexite“ Portelli     |
| Bruno „latto“ Rebelatto             | Fredrik „roejJ“ Jørgensen      | Rafael „saffee“ Costa        | Joshua „INS“ Potter          |
| Santino „try“ Rigal                 | William „mezii“ Merriman       | Andrei „arT“ Piovezan        | Jay „liazz“ Tregillgas       |
| Eduardo „dumau“ Wolkmer             | Nico „nicoodoz“ Tamjidi        | Yuri „Yuurih“ Santos         | Simon „Sico“ Williams        |
| IHC Esports                         | Imperial Esports               | Outsiders                    | Team GamerLegion             |
| Tengis „sk0R“ Batjargal             | Fernando „fer“ Alvarenga       | Pjotr „fame“ Bolyschew       | Nicolas „Keoz“ Dgus          |
| Bat-Enkh „kabal“ Batbayar           | Marcelo „chelo“ Cespedes       | Dawid „n0rb3r7“ Danijeljan   | Isak „isak“ Fahlén           |
| Byambasuren „bLitz“ Garidmagnai     | Vinicius „VINI“ Figueiredo     | Ali „jame“ Dschami           | Frederik „acoR“ Gyldstrand   |
| Sodbayar „Techno4K“ Munkhbold       | Ricardo „boltz“ Prass          | Alexei „Qikert“ Golubew      | Ivan „iM“ Mihai              |
| Tuvshintugs „ANNIHILATION“ Nyamdorj | Gabriel „FalleN“ Toledo        | Jewgeni „FL1T“ Lebedew       | Kamil „siuhy“ Szkaradek      |

## Challengers-Stage
Anders als in den vergangenen Turnieren, sind bei diesem Major Zuschauer für die ersten beiden Turnierabschnitte, d. h. Challengers- und Legends-Stage, zugelassen. Gespielt wurde in Halle 6 des Messezentrums Riocentro. Die Challengers-Stage begann am 31. Oktober und endete am 3. November mit acht für die Legends-Stage qualifizierten Teams.

### Teilnehmer
Acht Plätze wurden auf Grundlage der Plätze 9 bis 16 auf dem PGL Major: Antwerpen 2022 vergeben. Dort schieden sechs Teams aus Europa und zwei der Region Amerika zugeordnete Teams in der Legends-Stage aus. Die weiteren acht Plätze wurden auf Qualifikanten aus allen Regionen verteilt, wobei den Regionen Europa und Amerika drei und der Region Asien zwei Qualifikationsplätze zustanden.
Die folgenden 16 Teams nahmen an der Challenger-Stage teil:
| Challenger: - Europa: - Cloud 9 - Bad News Eagles - OG - Team Vitality - BIG - mousesports - Amerika: - Evil Geniuses - 9z Team | Contender: - Europa: - GamerLegion - fnatic - Outsiders R - Amerika: - 00NATION - FURIA Esports - Imperial Esports - Asien: - IHC Esports - Grayhound |

### Rundenergebnisse
In dieser Stage wurden fünf Runden gespielt, die insgesamt 33 Spiele umfassten.

#### Runde 1
|                 | Ergebnis |                  | S-N |
| --------------- | -------- | ---------------- | --- |
| OG              | 16:05    | Grayhound        | 0-0 |
| Team Vitality   | 16:09    | Imperial Esports | 0-0 |
| Evil Geniuses   | 16:09    | IHC Esports      | 0-0 |
| Cloud 9         | 17:19    | fnatic           | 0-0 |
| BIG             | 19:16    | FURIA Esports    | 0-0 |
| Bad News Eagles | 16:03    | 00NATION         | 0-0 |
| mousesports     | 16:06    | Outsiders R      | 0-0 |
| 9z Team         | 06:16    | GamerLegion      | 0-0 |

#### Runde 2
|               | Ergebnis |                  | S-N |
| ------------- | -------- | ---------------- | --- |
| Evil Geniuses | 10:16    | mousesports      | 1-0 |
| Team Vitality | 10:16    | GamerLegion      | 1-0 |
| OG            | 13:16    | fnatic           | 1-0 |
| BIG           | 11:16    | Bad News Eagles  | 1-0 |
| 00NATION      | 06:16    | FURIA Esports    | 0-1 |
| 9z Team       | 16:11    | Imperial Esports | 0-1 |
| Outsiders R   | 16:12    | IHC Esports      | 0-1 |
| Cloud 9       | 17:19    | Grayhound        | 0-1 |

#### Runde 3
|               | Ergebnis          |                  | S-N |
| ------------- | ----------------- | ---------------- | --- |
| GamerLegion   | 09:16 07:16       | Bad News Eagles  | 2-0 |
| mousesports   | 16:08 09:16 :09   | fnatic           | 2-0 |
| Team Vitality | 12:16             | Outsiders R      | 1-1 |
| BIG           | 16:06             | Grayhound        | 1-1 |
| OG            | 16:19             | FURIA Esports    | 1-1 |
| Evil Geniuses | 17:19             | 9z Team          | 1-1 |
| 00NATION      | 16:14 16:19 16:19 | IHC Esports      | 0-2 |
| Cloud 9       | 19:15 22:19       | Imperial Esports | 0-2 |

#### Runde 4
|               | Ergebnis    |               | S-N |
| ------------- | ----------- | ------------- | --- |
| BIG           | 16:04 19:15 | 9z Team       | 2-1 |
| GamerLegion   | 09:16 11:16 | FURIA Esports | 2-1 |
| Outsiders R   | 16:01 16:14 | fnatic        | 2-1 |
| OG            | 16:11 16:14 | IHC Esports   | 1-2 |
| Team Vitality | 16:06 16:12 | Grayhound     | 1-2 |
| Evil Geniuses | 05:16 11:16 | Cloud 9       | 1-2 |

#### Runde 5
|             | Ergebnis          |               | S-N |
| ----------- | ----------------- | ------------- | --- |
| OG          | 17:19 16:06 08:16 | Team Vitality | 2-2 |
| GamerLegion | 13:16 13:16       | Cloud 9       | 2-2 |
| fnatic      | 16:11 16:14       | 9z Team       | 2-2 |

## Legends-Stage
Die Legends-Stage begann am 5. November und endete am 8. November mit acht für die Champions-Stage qualifizierten Teams.

### Teilnehmer
Acht Plätze wurden auf Grundlage der Plätze 1 bis 8 auf dem PGL Major: Antwerpen 2022 vergeben. Diese erreichten sieben Teams aus Europa und ein Team aus der Region Amerika. Weitere Acht qualifizierten sich über die vorangegangene Challenger-Stage.
| Legenden: - Europa: - FaZe Clan - Ninjas in Pyjamas - Sprout - Team Spirit - Natus Vincere - ENCE - Heroic - Amerika: - Team Liquid | Die besten 8 Teams der Challenger-Stage: - mousesports - Bad News Eagles - BIG - FURIA Esports - Outsiders R - Team Vitality - Cloud 9 - fnatic |

### Rundenergebnisse
In dieser Stage wurden fünf Runden gespielt, die insgesamt 33 Spiele umfassten.

#### Runde 1
|                   | Ergebnis |                 | S-N |
| ----------------- | -------- | --------------- | --- |
| Team Liquid       | 02:16    | mousesports     | 0-0 |
| Team Spirit       | 16:08    | Bad News Eagles | 0-0 |
| FaZe Clan         | 14:16    | Cloud 9         | 0-0 |
| Sprout            | 11:16    | BIG             | 0-0 |
| Natus Vincere     | 25:21    | Team Vitality   | 0-0 |
| Heroic            | 16:09    | Outsiders R     | 0-0 |
| ENCE              | 06:16    | FURIA Esports   | 0-0 |
| Ninjas in Pyjamas | 13:16    | fnatic          | 0-0 |

#### Runde 2
|                   | Ergebnis |                 | S-N |
| ----------------- | -------- | --------------- | --- |
| mousesports       | 07:16    | BIG             | 1-0 |
| Natus Vincere     | 14:16    | Cloud 9         | 1-0 |
| Team Spirit       | 13:16    | FURIA Esports   | 1-0 |
| Heroic            | 16:02    | fnatic          | 1-0 |
| Sprout            | 05:16    | Team Liquid     | 0-1 |
| FaZe Clan         | 06:16    | Team Vitality   | 0-1 |
| ENCE              | 16:07    | Bad News Eagles | 0-1 |
| Ninjas in Pyjamas | 12:16    | Outsiders R     | 0-1 |

#### Runde 3
|               | Ergebnis          |                   | S-N |
| ------------- | ----------------- | ----------------- | --- |
| Heroic        | 09:16 09:16       | Cloud 9           | 2-0 |
| FURIA Esports | 16:09 16:06       | BIG               | 2-0 |
| Natus Vincere | 14:16             | Team Liquid       | 1-1 |
| mousesports   | 19:17             | Team Vitality     | 1-1 |
| Team Spirit   | 14:16             | Outsiders R       | 1-1 |
| ENCE          | 07:16             | fnatic            | 1-1 |
| FaZe Clan     | 16:19 16:08 20:22 | Bad News Eagles   | 0-2 |
| Sprout        | 16:11 16:14       | Ninjas in Pyjamas | 0-2 |

#### Runde 4
|               | Ergebnis        |                 | S-N |
| ------------- | --------------- | --------------- | --- |
| mousesports   | 10:16 10:16     | Outsiders R     | 2-1 |
| Heroic        | 16:08 05:16 :11 | Team Liquid     | 2-1 |
| BIG           | 14:16 07:16     | fnatic          | 2-1 |
| Natus Vincere | 16:03 16:09     | Bad News Eagles | 1-2 |
| ENCE          | 16:12 19:15     | Team Vitality   | 1-2 |
| Team Spirit   | 16:09 16:08     | Sprout          | 1-2 |

#### Runde 5
|             | Ergebnis        |               | S-N |
| ----------- | --------------- | ------------- | --- |
| BIG         | 12:16 11:16     | Natus Vincere | 2-2 |
| Team Spirit | 16:10 12:16 :13 | Team Liquid   | 2-2 |
| mousesports | 16:05 08:16 :09 | ENCE          | 2-2 |

## Champions-Stage
Die besten acht Teilnehmer der vorangegangenen Legends-Stage qualifizierten sich für den letzten Turnierabschnitt und spielten in der Jeunesse Arena vor Zuschauern. In dieser Stage war jedes Spiel ein K.-o.-Spiel, verlierende Teams schieden sofort und endgültig aus. Die Champions-Stage begann am 10. November und endete am 13. November.
|  | Viertelfinale     | Viertelfinale     | Viertelfinale | Viertelfinale | Viertelfinale |           |               | Halbfinale | Halbfinale | Halbfinale | Halbfinale | Halbfinale |  |  | Finale | Finale | Finale | Finale | Finale |
|  |                   |                   |               |               |               |           |               |            |            |            |            |            |  |  |        |        |        |        |        |
|  | Brasilien         | FURIA Esports     | 14            | 16            | 16            |           |               |            |            |            |            |            |  |  |        |        |        |        |        |
|  | Ukraine           | Natus Vincere     | 16            | 10            | 10            |           |               |            |            |            |            |            |  |  |        |        |        |        |        |
|  | Ukraine           | Natus Vincere     | 16            | 10            | 10            | Brasilien | FURIA Esports | 16         | 17         | 5          |            |            |  |  |        |        |        |        |        |
|  |                   |                   |               |               |               | Brasilien | FURIA Esports | 16         | 17         | 5          |            |            |  |  |        |        |        |        |        |
|  |                   | Danemark          | Heroic        | 6             | 19            | 16        |               |            |            |            |            |            |  |  |        |        |        |        |        |
|  | Danemark          | Danemark          | Heroic        | 6             | 19            | 16        | Heroic        | 16         | 16         | -          |            |            |  |  |        |        |        |        |        |
|  | Danemark          |                   |               |               |               |           | Heroic        | 16         | 16         | -          |            |            |  |  |        |        |        |        |        |
|  | Russland          | Team Spirit       | 8             | 14            | -             |           |               |            |            |            |            |            |  |  |        |        |        |        |        |
|  |                   |                   |               |               |               |           | Danemark      | Heroic     | 12         | 5          |            |            |  |  |        |        |        |        |        |
|  |                   | Russland          | Outsiders R   | 16            | 16            |           |               |            |            |            |            |            |  |  |        |        |        |        |        |
|  | Russland          | Outsiders R       | 16            | 16            | -             |           |               |            |            |            |            |            |  |  |        |        |        |        |        |
|  | Europaische Union | fnatic            | 11            | 8             | -             |           |               |            |            |            |            |            |  |  |        |        |        |        |        |
|  | Europaische Union | fnatic            | 11            | 8             | -             | Russland  | Outsiders R   | 16         | 14         | 16         |            |            |  |  |        |        |        |        |        |
|  |                   |                   |               |               |               | Russland  | Outsiders R   | 16         | 14         | 16         |            |            |  |  |        |        |        |        |        |
|  |                   | Europaische Union | mousesports   | 10            | 16            | 7         |               |            |            |            |            |            |  |  |        |        |        |        |        |
|  | Europaische Union | Europaische Union | mousesports   | 10            | 16            | 7         | mousesports   | 13         | 16         | 16         |            |            |  |  |        |        |        |        |        |
|  | Europaische Union |                   |               |               |               |           | mousesports   | 13         | 16         | 16         |            |            |  |  |        |        |        |        |        |
|  | Russland          | Cloud 9           | 16            | 11            | 9             |           |               |            |            |            |            |            |  |  |        |        |        |        |        |

## Preisgeldverteilung
Geplant war, dass die Verteilung der Gelder identisch zum letzten Major ist, mit einer Gesamtsumme von 1 Million US-Dollar. Am 26. September verkündete die Electronic Sports League, dass das Preisgeld um 25 % auf 1,25 Millionen US-Dollar angehoben wurde. Weiterhin wurde die Verteilung des Preisgeldes angepasst, sodass jedes für das Major qualifizierte Team einen Teil des Geldes erhält. Das zusätzliche Geld war ursprünglich für die Road to Rio-Turniere eingeplant.
| Platz     | Team                                                                                  | Preisgeld (in US-Dollar) |
| --------- | ------------------------------------------------------------------------------------- | ------------------------ |
| 1.        | Outsiders R                                                                           | 500.000                  |
| 2.        | Heroic                                                                                | 170.000                  |
| 3. – 4.   | mousesports FURIA Esports                                                             | 080.000                  |
| 5. – 8.   | Natus Vincere Team Spirit fnatic Cloud 9                                              | 045.000                  |
| 9. – 16.  | Team Liquid BIG ENCE Team Vitality Sprout Bad News Eagles Ninjas in Pyjamas FaZe Clan | 020.000                  |
| 17. – 24. | 00NATION 9z Team Evil Geniuses GamerLegion Grayhound IHC Esports Imperial Esports OG  | 010.000                  |